# Maikop
Maikop (em russo Майкоп) é uma cidade da Rússia, capital da Adiguésia, situada na margem direita do rio Belaya e do Rio Kuban, cerca de 1600 km do sul de Moscou.

## História
Foi fundada em 1857. Serviu como um outpost estratégico importante durante guerra do Cáucaso em 1858; 1863. Concedeu-se o status da cidade em 1870.
Em 1911, os depósitos de petróleo foram descobertos na vizinhança de Maikop. 
Desde 1936, Maikop foi o centro administrativo de Oblast Autônomo Ádigue da União Soviética. Maikop foi ocupada pelos Nazistas em outubro de 1942 a janeiro 1943, quando foi liberatada pelo exército vermelho. 
Desde 1991, Maikop é o capital da Republica de Adigueia na Federação Russa.

## Esporte
A cidade de Maikop é a sede do Estádio Yunost e do FC Drujba Maikop, que participa do Campeonato Russo de Futebol. 